# 611-й винищувальний авіаційний полк (СРСР)
611-й винищувальний авіаційний Перемишльський Червонопрапорний ордена Суворова 3-го ступеня полк (611-й вап) — військова частина військово-повітряних сил Червоної Армії періоду Другої Світової війни.

## Історія і бойовий шлях
Полк був сформований наприкінці 1942 року на Закавказькому військовому окрузі. На озброєнні мав винищувачі І-153. З грудня 1942 року входив до складу 236-ї винищувальної авіаційної дивізії 5-ї повітряної армії Закавказького фронту. Згодом перебував у складі 4-ї повітряної армії Північно-Кавказького фронту, 8-ї повітряної армії Південного та 4-го Українського фронту, 17-ї повітряної армії 3-го Українського фронту, 2-ї повітряної армії 1-го Українського фронту.
Бойовий шлях розпочав на Північному Кавказі, прикриваючи з повітря військово-морську базу в Туапсе. Навесні 1943 року полк був переозброєний винищувачами Як-1. У ході Керченсько-Ельтігенської десантної операції воював над Малою землею, брав участь у визволенні Кубані, Криму, України, Молдови.
Навесні 1944 року у 611-й вап прибули 12 літаків Як-1 «Металург Донбасу», придбаних на кошти робітників-металургів Донбасу. Літаки були передані до 3-ї ескадрильї (комеск — капітан О. Чурілін).
7 липня 1944 року полк був перебазований на аеродром Вільховець, звідки здійснював бойові вильоти в ході проведення Львівсько-Сандомирської наступальної операції. Всього за період з 13 липня по 6 серпня 1944 року льотчиками полку було здійснено 728 бойових вильотів, у тому числі 227 — на повітряну розвідку з фотографуванням. У повітряних боях збито 17 літаків супротивника, втрати полку склали 6 літаків.
9 серпня 1944 року 611-й вап був перебазований на аеродром Цебрикове, звідки брав участь у Яссько-Кишинівській операції військ 3-го Українського фронту. За період з 22 по 29 серпня льотчиками полку було здійснено 512 бойових вильотів, у тому числі 76 — на розвідку військ, проведено на цілі 130 груп штурмовиків. У повітряних боях збито 10 літаків супротивника.
19 вересня 1944 року 611-й вап полк включений до складу 288-ї винищувальної авіаційної дивізії, де перебував аж до свого розформування.
На заключному етапі війни 611-й вап брав участь у бойових діях на території Румунії, Болгарії, Югославії, Угорщини й Австрії. З лютого 1945 року на озброєнні мав винищувачі Як-3.
Загалом за 2 роки і 4 місяці безперервної бойової діяльності льотчики полку здійснили 10112 бойових вильотів, провели 268 повітряних боїв, збили 198, підбили 30, штурмовими ударами на аеродромах спалили 71 літак супротивника. Особовий склад полку 28 разів отримував подяки Верховного Головнокомандувача. Воїни полку були нагороджені 436 орденами СРСР, двоє льотчиків були удостоєні звання Героя Радянського Союзу.
Після війни 611-й вап входив до складу Південної групи військ. До липня 1945 року дислокувався в Австрії, а з липня 1945 року — на території Румунії. Розформований 5 травня 1947 року.

## Нагороди і почесні звання
- Перемишльський (08.1944) — за бойові заслуги при оволодінні містом Перемишлем.
- (Указ Президії Верховної Ради СРСР від 26.04.1945 р.) — за успішні бойові дії в ході Будапештсько-Віденської операції, взяття Будапешту і Відня та виявлені при цьому звитягу і мужність.
- (Указ Президії Верховної Ради СРСР від 10.09.1944 р.) — за зразкове виконання завдань командування, за оволодіння містами Браїлів і Констанца та виявлені при цьому звитягу і мужність.

## Командування полку

### Командири полку
- Чугунов Олександр Степанович, майор, підполковник — з 12.1942 по 05.1944 року;
- Ісаєнко Микола Федорович, майор — з 05.1944 до кінця війни.

### Начальник штабу
- Венгеров Юзеф Григорович, майор — з 12.1942 по 03.1944 року;
- Морозов Захар Якович, майор — з 03.1944 до кінця війни.

### Заступник командира з політичної роботи
- Фейгін Абрам Львович, майор — з 12.1942 до 01.1945 року;
- Палкін Олександр Максимович, капітан, майор — з 01.1945 до кінця війни.

### Заступник командира з льотної підготовки
- Куксін Анатолій Андріянович, капітан, майор — з 01.1944 до кінця війни.

### Старший інженер
- Сєров Олександр Григорович, старший технік-лейтенант — з 12.1942 до кінця війни.

### Старший лікар
- Нікітін Віктор Іванович, капітан мед. служби — з 12.1942 до кінця війни.

## Найкращі аси
| Прізвище, ім'я, по-батькові | Військове звання  | Кількість збитих літаків (особисто + в групі) | Примітки                |
| --------------------------- | ----------------- | --------------------------------------------- | ----------------------- |
| Чурілін Олексій Павлович    | майор             | 32 (32+0)                                     | Герой Радянського Союзу |
| Сошніков Іван Іванович      | старший лейтенант | 21 (17+4)                                     |                         |
| Батаров Михайло Федорович   | майор             | 19 (18+1)                                     | Герой Радянського Союзу |
| Мошин Петро Миколайович     | майор             | 19 (14+5)                                     | 1 — зустрічним тараном  |
| Ісаєнко Микола Федорович    | майор             | 15 (12+3)                                     |                         |